# Gora Razvilka
Gora Razvilka (englische Transkription von russisch Гора Развилка Gora Raswilka, deutsch ‚Gabelberg‘) ist ein Nunatak im ostantarktischen Mac-Robertson-Land. Er ist der mittlere dreier in ost-westlicher Ausrichtung benachbarter Nunatakker in den Amery Peaks der Aramis Range in den Prince Charles Mountains und ragt unmittelbar nordöstlich des Mount McKenzie auf. Nach Westen schließt sich ihm Gora Sredinnaja und nach Osten Gora Nedostupnaja an.
Russische Wissenschaftler benannten ihn.